# Логипи (езеро)
Логипи (на английски: Logipi) е малко, сезонно, солено, алкално езеро в Северна Кения, разположено в Източноафриканската рифтова долина. Намира се на 48 km южно от езерото Туркана в малката негостоприемна и суха долина Сугута и бележи северния край на дренажната ѝ система. В този район на долината надморската височина е само няколкостотин метра над морското равнище, което я прави една от най-ниските части на Рифтовата долина. Това е и един от най-горещите райони на Земята, впечатляващ с драматичните си пейзажи – пустини, вулканични конуси, солени езера и неравни полета от застинала лава. Невероятно суровият край е слабо населен, като само западният бряг се обитава от няколко групи войнствени номадски племена от етническата група туркана.
Езерото е открито за европейците и е изследвано през 1898 г. от майор Х.С.Х. Кавендиш.

## География
Логипи е обградено изцяло от планини, а бреговете му са подчертано безплодни. На запад, север и изток се издигат базалтови вулканични формации. Водосборният басейн на езерото е изолиран на север от този на Туркана от сложен комплекс от 4 вулкана, наричан Бариерата. Това са група млади вулкани, изригвали за последен път в края на 19 и началото на 20 век. Последното голямо земетресение тук е отбелязано през 1928 г. На изток се издигат стръмните вулканични склонове на връх Нийро, които се изкачват на височина от 2500 m за разстояние по-малко от 20 km. Въпреки че върхът е заобиколен от пустиня, горните му склонове са покрити с гори и представляват рязък контраст със сухата, прашна и гореща долина.
Близо до източния бряг на езерото се намират 3 също толкова сухи и безплодни острови, на единия от които се издига скалната формация, известна под името „Катедралата“.
Размерите на езерото силно се колебаят в зависимост от сезона и валежите. Средната му дължина е 6 km, средната ширина – 3 km, а дълбочината му варира между 3 и 5 метра.

## История на езерото
По околните вулканични конуси ясно се виждат следи от слоевете утайки, останали от езерата Туркана и Логипи, които показват, че в миналото водите им са достигали на много по-голяма височина. През последните 3 милиона години се отбелязват и три големи исторически периода, когато на това място се е простирало обширно езеро с непостоянно водно количество. Първият е отдалечен от нас с 2,7 – 2,5 милиона години, вторият – с 1,9 – 1,7 млн. и третият – с 1,1 – 0,19 млн. години. Тези три епизода от развитието на езерото са характерни с по-влажен и променлив климат и се предполага, че са играли роля за ключовите етапи в човешката еволюция. Малко се знае обаче за краткосрочната променливост на климата по това време. По-подробно е изучена по-новата история, когато в долината се редуват сух, влажен и отново сух цикъл и преди 14,8 – 5,5 хиляди години тук се е образувало езеро с дълбочина около 300 m. То показва силно вариабилно ниво, което се покачва и слиза в рамките на 100 метра за кратки периоди от време. Езерото е заемало площ от 2000 – 2500 km2 с обем 350 km3 вода и е отложило седименти с дебелина около 40 m. Хидрологичният му баланс по време на влажния климат е много по-различен от днешния.

## Климат
Климатът край езерото и в долината се определя като полупустинен, което се отдава до известна степен на фьона. Това е сух и горещ южен вятър, който поддържа високите температури в региона. Счита се, че долината е едно от най-горещите места на Земята, тъй като температурите тук достигат до 50°-60 °C. Валежите са крайно недостатъчни – под 300 mm годишно и са твърде неравномерно разпределени през годината.

## Води
Езерото се е превърнало в сезонно и се захранва от две непостоянни реки. Получава води и от няколко малки сезонни рекички, за които се счита, че изтичат от езерото Туркана. Горещите извори на северния бряг на езерото, както и тези край скалното образувание „Катедралата“ на един от островите в южния край, поддържат донякъде водния баланс по време на екстремно безводие. По време на дъждовния сезон езерото се захранва допълнително и от река Сугута, която протича по протежение на източния фланг на алувиалната долина. В тези случаи периодично се формира и временното езеро Алаблаб, което понякога се съединява с Логипи. Водите на Логипи са горещи, тъй като до северния му край се издига тлеещият вулканичен комплекс Бариерата.
Хидрохимията и седиментите се контролират от множество фактори, включително сезонните колебания, съставът на входящите води, дълбочината на водата и преди всичко от бактериалната активност. Водата съдържа голямо количество композиции на натриевия бикарбонат (NaHCO3), което я прави силно алкална. Водородният и ̀ показател се движи в рамките на pH=09,05 – 10,05, а солеността е между 20 гр/л и 50 гр/л. Предвид недостига на калциеви и магнезиеви йони (Са2+ и Mg2+) в езерните води, бактериалната активност увеличава тяхната алкалност. Засилва се и отлагането на органични вещества, което води до генезиса на слабо органична зеолитна кал, достигаща до дебелина от 1,5 m в най-дълбоката част на езерото. Когато водите на езерото се отдръпнат, този черен слой се покрива с тънки корички от трона и халит, които се наслагват обикновено в южната част на басейна. По време на дъждовния сезон те отново се разтварят във водите на езерото.

## Флора и фауна
Растителността около езерото и в долината е изключително оскъдна. Самотни дървета и сухи клони се издигат вяло от почти голата земя, осеяна от втвърдени сухи треви.
Алкалните води на езерото, както и при другите солени езера от рифта, са дом на многобройни ята фламинго, незаплашени от естествени врагове. Птиците се хранят с цианобактерии Arthrospira spp., наричани още Spirulina и планктон, с които езерото е богато.